# Sabine-Land
Koordinaten: 78° 17′ N, 18° 12′ O
Sabine-Land ist ein Gebiet auf der Insel Spitzbergen in Svalbard.

## Geografie
Sabine-Land verbindet den zentralen Teil Spitzbergens, Nordenskiöld-Land, in dem die großen Siedlungen Longyearbyen und Barentsburg liegen, mit dem weiten Norden. Nordenskiöld Land liegt im Südwesten von Sabine-Land, nördlich davon liegt, durch die inneren Arme des Isfjorden getrennt, die Halbinsel Bünsow-Land und das weitgehend vergletscherte Olav-V-Land. Im Westen liegt mit der Wichebukta der innerste Teil des Storfjord und ganz im Süden gelangt man nach Heer-Land.

## Tourismus

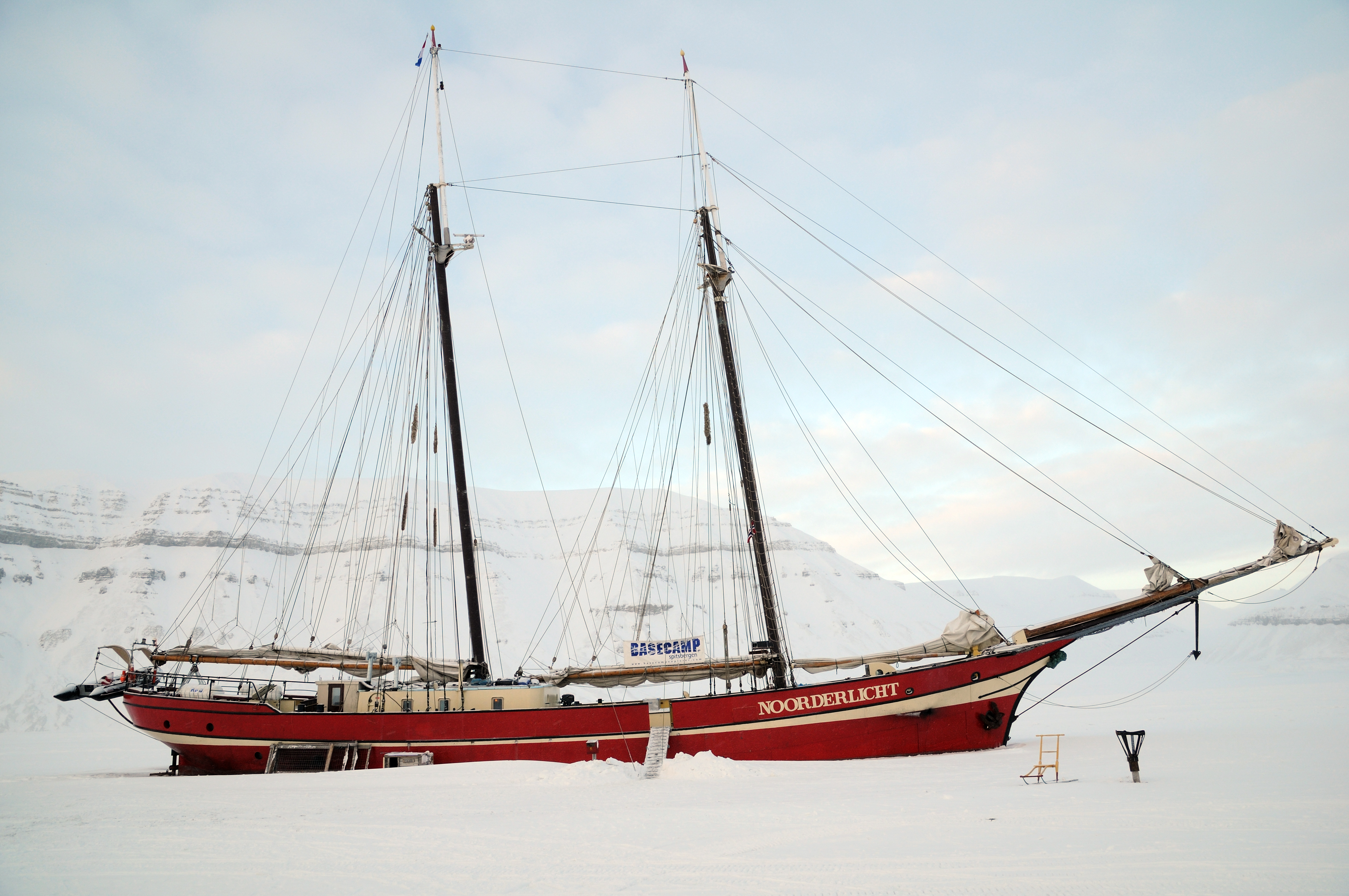
Die Noorderlicht im Eis

Der westliche Teil von Sabine-Land liegt in der Management Area 10, darf also von Touristen ohne Bewilligung frei betreten werden. Beliebt sind Ausflüge mit Motor- oder Hundeschlitten von Longyearbyen an den Tempelfjord, wo im Frühjahr meist die Noorderlicht im Eis eingefroren liegt und als temporäres Hotel dient, oder nach der verlassenen Bergbausiedlung Pyramiden nördlich des Fjord. In der Adolfbukta, auf dem Weg nach Pyramiden, wurde kürzlich eine neue Hütte als Ausgangspunkt für touristische Expeditionen errichtet.

## Etymologie
Sabine-Land ist nach Sir Edward Sabine benannt, einem irischen Artilleriegeneral und Physiker. 1823 führte er in Spitzbergen Untersuchungen mit dem Sekundenpendel durch.